# Los de Abajo (banda)

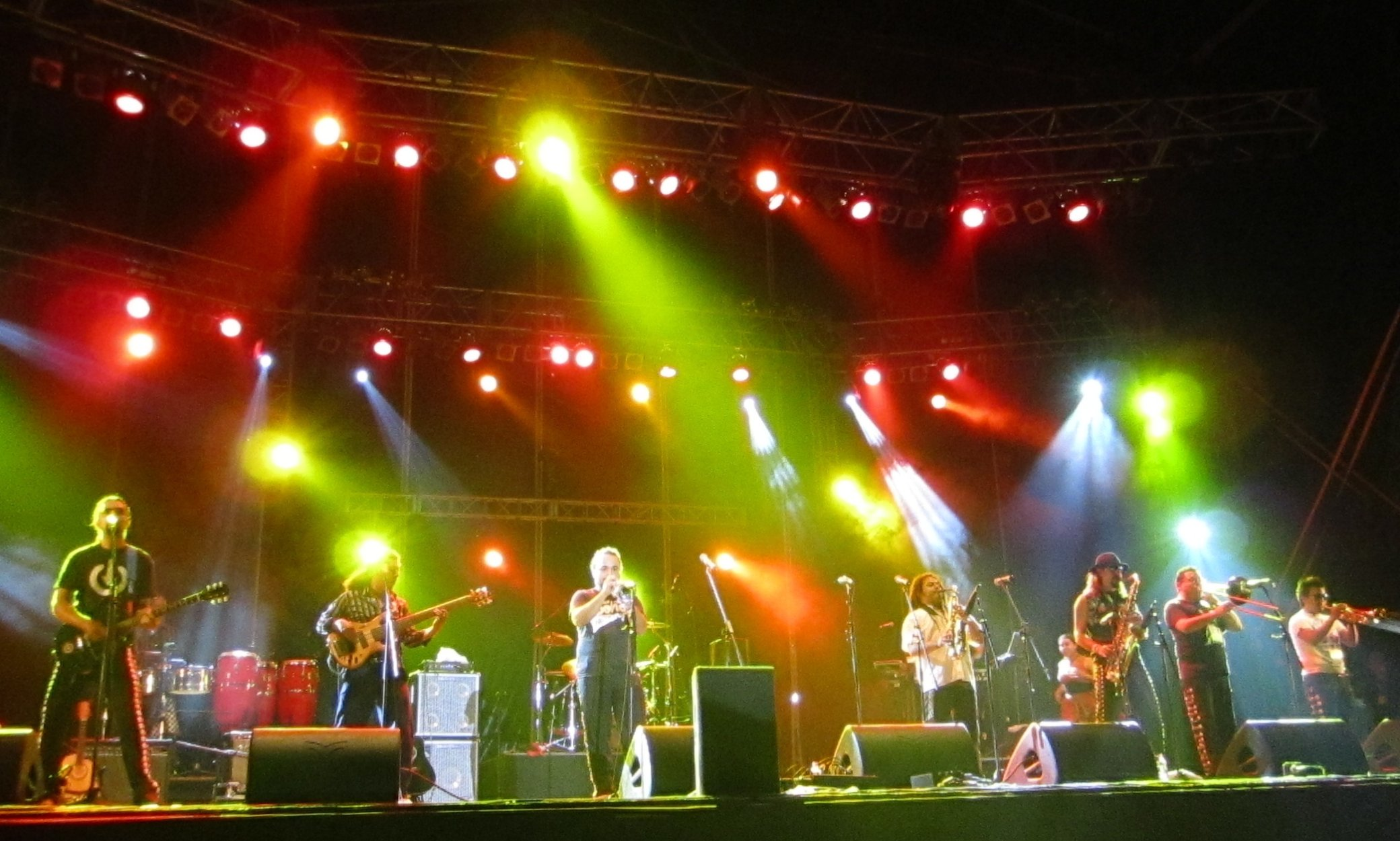
Los De Abajo En Sziget Festival en 2010.

Los de Abajo es una banda de ska mexicana, fundada en 1992 en la Ciudad de México como un cuarteto de ska latino. Desde entonces se han expandido a ocho integrantes y han ampliado sus influencias musicales para incluir rock, salsa, reggae, ska, cumbia, Son Jarocho y banda sinaloense.
La banda no pudo asegurar un contrato discográfico en México, ya que su música se consideró insuficientemente comercial, y terminó lanzando su primer álbum Latin Ska Force de forma independiente. Sin embargo, en 1999 consiguieron un acuerdo con el sello discográfico Luaka Bop de David Byrne para lanzar su debut internacional, Los de Abajo .
Los cuatro miembros fundadores fueron: Carlos Cuevas (piano, órgano manubrio, sintetizador y acordeón, compositor), Liber Terán (voz y guitarra y compositor), Vladimir Garnica (guitarra, tres, jarana, requinto y guitarra española), y Yocupitzio Arrellano (batería y productor). Posteriormente se integraron al grupo Luis Robles "Gori" (bajo eléctrico), Mariano "El Ché Pereira" (saxofones), Gabriel Elias (percusión), Daniel Vallejo (saxofones), Canek Cabrera (trompeta) y Carlos Alberto Cortez Ortega (El COCA sus siglas) (bajista).
El siguiente Cybertropic Chilango Power fue lanzado en 2002 y ganó el World Music Award de BBC Radio 3 para las Américas. LDA v The Lunatics de 2006 los vio continuar absorbiendo influencias de todo el mundo e incluyó una versión en español de la canción de The Fun Boy Three "The Lunatics (Have Taken Over The Asylum)", con Neville Staples .
La banda es simpatizante del Ejército Zapatista de Liberación Nacional y han realizado conciertos benéficos para el grupo revolucionario. La Comandanta Esther aparece en Resistencia, la primera pista de LDA v The Lunatics.

## Discografía
- Los de Abajo (1998, Luaka Bop)
- Cybertropic Chilango Poder (2002, Luaka Bop)
- Latino Ska Force (10/10/2002,[2] PP Lobo)
- Completo & Vivo '04 (2004, Kufala)
- LDA v The Lunatics (2005, RealWorld Registros)
- No Borrarán (2006, Independiente)
- Actitud Calle (2010, Pentagrama)
- Enterrados EP(2023).
- Mariachi Beat (2014).